# 1322 Coppernicus
(1322) Coppernicus là một tiểu hành tinh vành đai chính có quỹ đạo quanh Mặt Trời. Nó được phát hiện ngày 15 tháng 6 năm 1934 bởi nhà thiên văn học người Đức Karl Wilhelm Reinmuth ở Heidelberg.